# سائل ميلتون المطهر

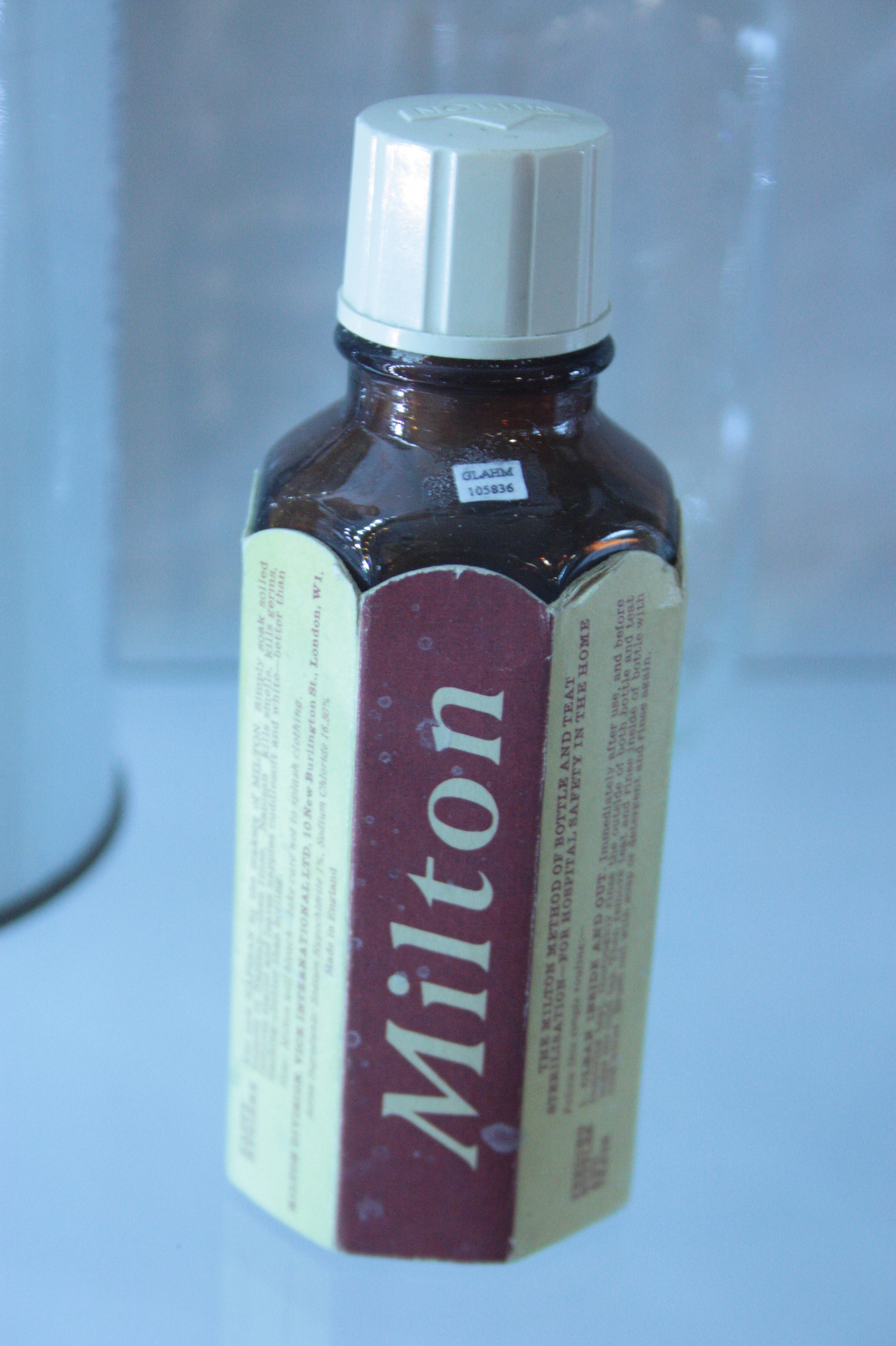
قنينة تعود إلى ما بين الحربين لسائل ميلتون في متحف هانتيريان في مدينة غلاسكو.

سائل ميلتون المعقم سائل يتم إنتاجه بواسطة شركة بروكتر وغامبل لأغراض التعقيم. يحتوي السائل على 1% من هيبوكلوريت الصوديوم (NaClO)، و16.5% من كلوريد الصوديوم (NaCl). يستخدم التخفيف 1:80 لتعقيم أوعية تغذية الأطفال، بما في ذلك بزازات الأطفال. يباع على شكل أقراص قابلة للذوبان تخلط بعد ذلك بالماء البارد وتوضع في دلو مغطى. يتم تسويق هذه الطريقة لتعقيم الزجاجة باسم «طريقة ميلتون».
محلول 1:20 هو متساوي التوتر مع سوائل الجسم. يستخدم تخفيف 1:4 لتطبيقات إدارة الجرح؛ حيث تحتوي على كلور بنسبة 0.25% (وزن/حجم) وتحتوي على درجة حموضة تتراوح من 10.5 إلى 11.2. يمكن أيضًا استخدام السائل في علاج الأسنان، على سبيل المثال لغسل القناة الجذرية المصابة.

## التاريخ
بدأ المنتج والشركة في بريطانيا عام 1916 وتمت تسميتهما على اسم الشاعر جون ميلتون كاسم عائلي «آمن». خلال الحرب العالمية الأولى، استخدم السائل في البداية لعلاج الحروق والأمراض الجلدية.
في عام 1947 أدى تفشي مرض التهاب المعدة والأمعاء على نطاق واسع في المملكة المتحدة، والذي تسبب في وفاة 4,500 طفل دون سن الواحدة، إلى هدف وطني يتمثل في تعقيم جميع زجاجات حليب الأطفال، وكان سائل ميلتون المعقم الذي دعت إليه المستشفيات والوكالات الحكومية. كانت طريقة الماء البارد هذه متاحة عمومًا وبسيطة للاستخدام، واعتمدت جميع الأمهات هذه الطريقة تقريبًا.